# Resolució 1499 del Consell de Seguretat de les Nacions Unides
La Resolució 1499 del Consell de Seguretat de les Nacions Unides fou adoptada per unanimitat el 13 d'agost de 2003. Sesprés de recordar les resolucions anteriors sobre la situació a la República Democràtica del Congo, incloses les resolucions 1457 (2003) i 1493 (2003), el Consell va ampliar el mandat d'un panell que investiga el saqueig de recursos naturals al país fins al 31 d'octubre de 2003.
El Consell de Seguretat va acollir amb beneplàcit l'establiment d'un govern nacional de transició a la República Democràtica del Congo, però va assenyalar que es continuava produint l'explotació il·legal dels recursos naturals del país, especialment a l'est. Va reconèixer que l'intercanvi d'informació i els intents de resoldre problemes ajudarien en la transparència del grup de treball, destacant la qüestió de l'explotació dels recursos naturals i les connexions amb el tràfic d'armes.
Es va demanar al secretari general Kofi Annan que prorrogués el mandat del panell fins al 31 d'octubre de 2003, quan hauria d'informar dels seus resultats. La resolució va reiterar la petició del Consell de que tots els estats pertinents acabin immediatament amb l'explotació il·legal de recursos naturals a la República Democràtica del Congo. Es va instruir al panell perquè proporcionés informació als governs interessats perquè adoptessin les mesures oportunes.
El grup d'investigació va nomenar persones i empreses implicades en activitats il·legals i quines mesures es prendrien més endavant.